# كوكفوسترز (محطة مترو أنفاق لندن)
كوكفوسترز (بالإنجليزية: Cockfosters)‏ هي إحدى محطات مترو أنفاق لندن. تقع على خط بيكاديلي أفتتحت في المنطقة (Zone) رقم 5 أفتتحت في 31 يوليو 1933. 